# USS LST-919
El USS LST-919 fue un buque de desembarco de tanques clase LST-542 de la Armada de los Estados Unidos. Puesto en gradas el 11 de abril de 1944 por el Bethlehem-Hingham Shipyard, Inc., botado el 17 de mayo del mismo año y comisionado el 31 de mayo.
Asignado al Teatro Asiático-Pacífico, el LST-919 participó de las siguientes operaciones: los desembarcos en Leyte, la invasión del golfo de Lingayen y los desembarcos en Mindanao. Tras el fin de las hostilidades, cumplió funciones durante la ocupación del Extremo Oriente. De regreso a los Estados Unidos, pasó a situación de baja el 5 de agosto de 1946. Había obtenido tres estrellas de batalla. Fue vendido a Pablo N. Ferrari & Co. el 10 de enero de 1948. Poco tiempo después, el Gobierno de la Argentina compró nueve buques clase LST-542, incluyendo al LST-919. Este pasó a integrar la Armada Argentina como BDT N.º 6 aunque en 1959 recibió el nombre de ARA Cabo San Isidro (Q-46). Prestó servicios en el país hasta su retiro en 1978.